# Om IB på Gamla Riksdagshuset
Om IB på Gamla Riksdagshuset är en svensk LP-skiva. "Till försvar för yttrande och tryckfriheten samlades den 1 december 1973 nära fyra tusen människor i Gamla Riksdagshuset, bland dem en lång rad artister och författare." står det att läsa på LP-skivans framsida.
I det gamla anrika riksdagshuset hölls ett fem timmar långt möte i slutet av 1973, med anledning av den nyss avslöjade IB-affären samt de politiska domarna. Enligt skivans baksida fick de nästan 4 000 samlade uppleva "hur ett uppbåd av teatergrupper, revyartister, sångare, musiker och författare, var och en med sina uttrycksmedel, gisslade och analyserade våra etablerade samhällsinstitutioner och manade till fortsatt kamp till förvar för yttrande- och tryckfriheten."
Deltagarlistan var diger. Bland annat medverkade Sture Källberg, Björn Granath, Finn Zetterholm, Hasse Alfredson, Tage Danielsson, Gösta Ekman, Lena Nyman, Monica Zetterlund, Robert Broberg och Jan Myrdal.

## Låtlista
1. "Inledningsanförande" - Sture Källberg
2. "Polisens år" - Björn Granath, Narren
3. "Frihet får man inte, frihet tar man" - Narren
4. "Politiska hörnet" - Klararevyn
5. "Den svenska politiken" - Finn Zetterholm
6. "Hemliga polisen" - Finn Zetterholm
7. "Domarn dömer" - Hasse Alfredson, Tage Danielsson, Gösta Ekman, Lena Nyman, Monica Zetterlund
8. "Konsumentkortis" - Lilla Klara
9. "Endast Palme är vaken" - Gösta Bredefeldt, Lilla Klara
10. "Historien är gravid" - Dramatiska Teatern
11. "Tal till nationen" - Olof Buckard
12. "Ssssch" - Robert Karl Oskar Broberg
13. "Bonnieroperan" - Fria Proteatern
14. "Om tryckfriheten" - Jan Myrdal